# Tiger Love
Tiger Love è un film muto del 1924 diretto da George Melford. La sceneggiatura si basa sul libretto dell'operetta El gato montés di Manuel Penella che, negli Stati Uniti, era stata presentata a Broadway con il titolo The Wildcat  il 26 novembre 1921.

## Produzione
Il film fu prodotto dalla Paramount Pictures (come Famous Players-Lasky Corporation).

## Distribuzione
Distribuito dalla Paramount Pictures e presentato da Adolph Zukor, il film uscì nelle sale statunitensi il 30 giugno 1924. Il copyright del film, richiesto dalla Famous Players-Lasky Corp., fu registrato il 25 giugno 1924 con il numero LP20344.
Non si conoscono copie ancora esistenti della pellicola che viene considerata presumibilmente perduta.